# Cotoneaster cambricus
Espèce
Classification phylogénétique
Statut de conservation UICN

 CR  : 
En danger critique
Cotoneaster cambricus (Cotonéaster sauvage ; gallois : Creigafal y Gogarth « pomme de roche de Gogarth ») est une espèce de plantes à fleurs de la famille des Rosaceae. C'est un cotonéaster endémique de la péninsule de Great Orme au nord du Pays de Galles. C'est la seule espèce de Cotonéaster native des Îles Britanniques. Il n'a été trouvé naturellement nulle part ailleurs. Il a été autrefois inclus dans l'espèce Cotoneaster integerrimus largement répandu en Europe de l'Est, mais diffère de celui-ci par son profil génétique. 

## Description

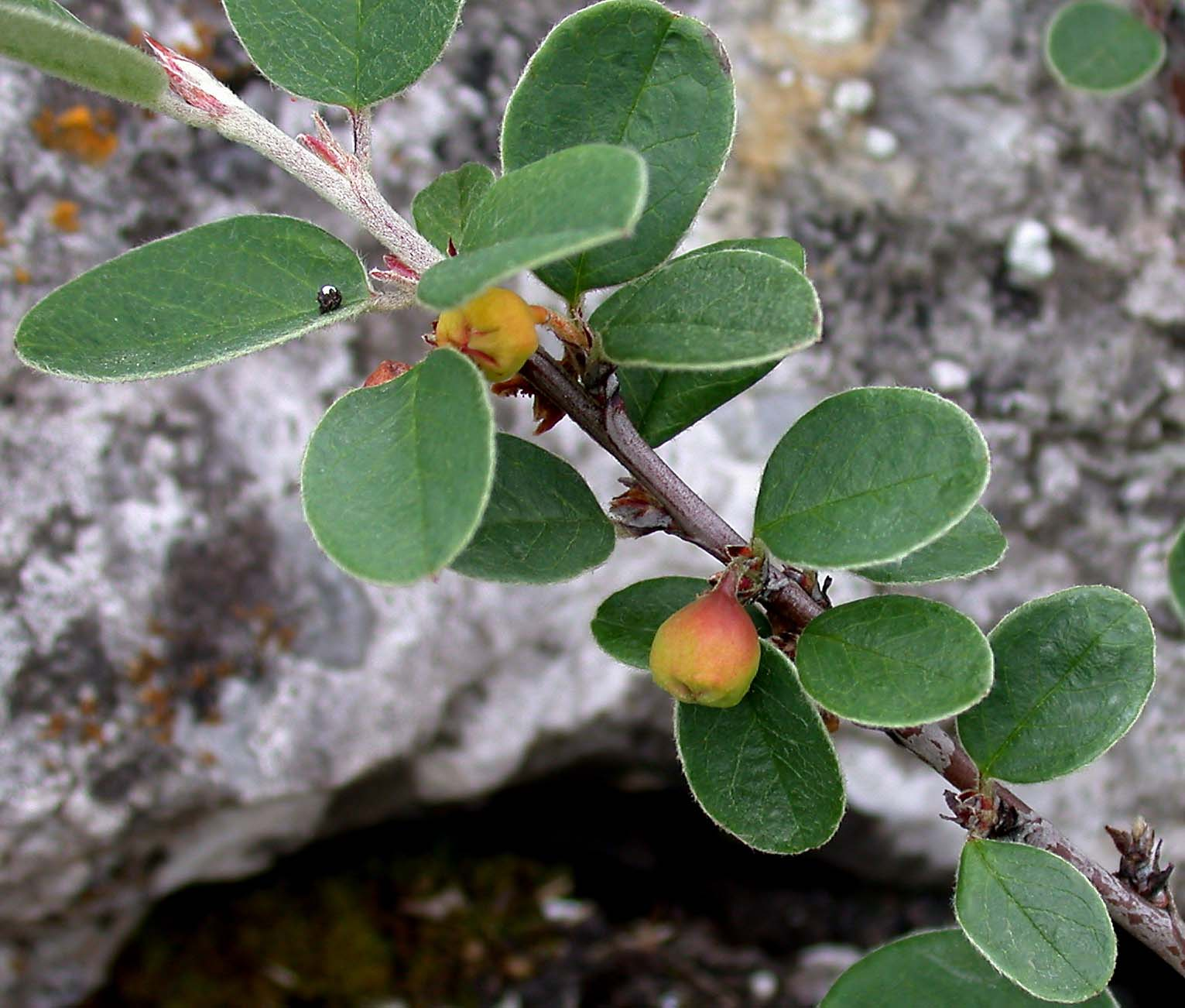
Rameau avec feuilles et fruits.

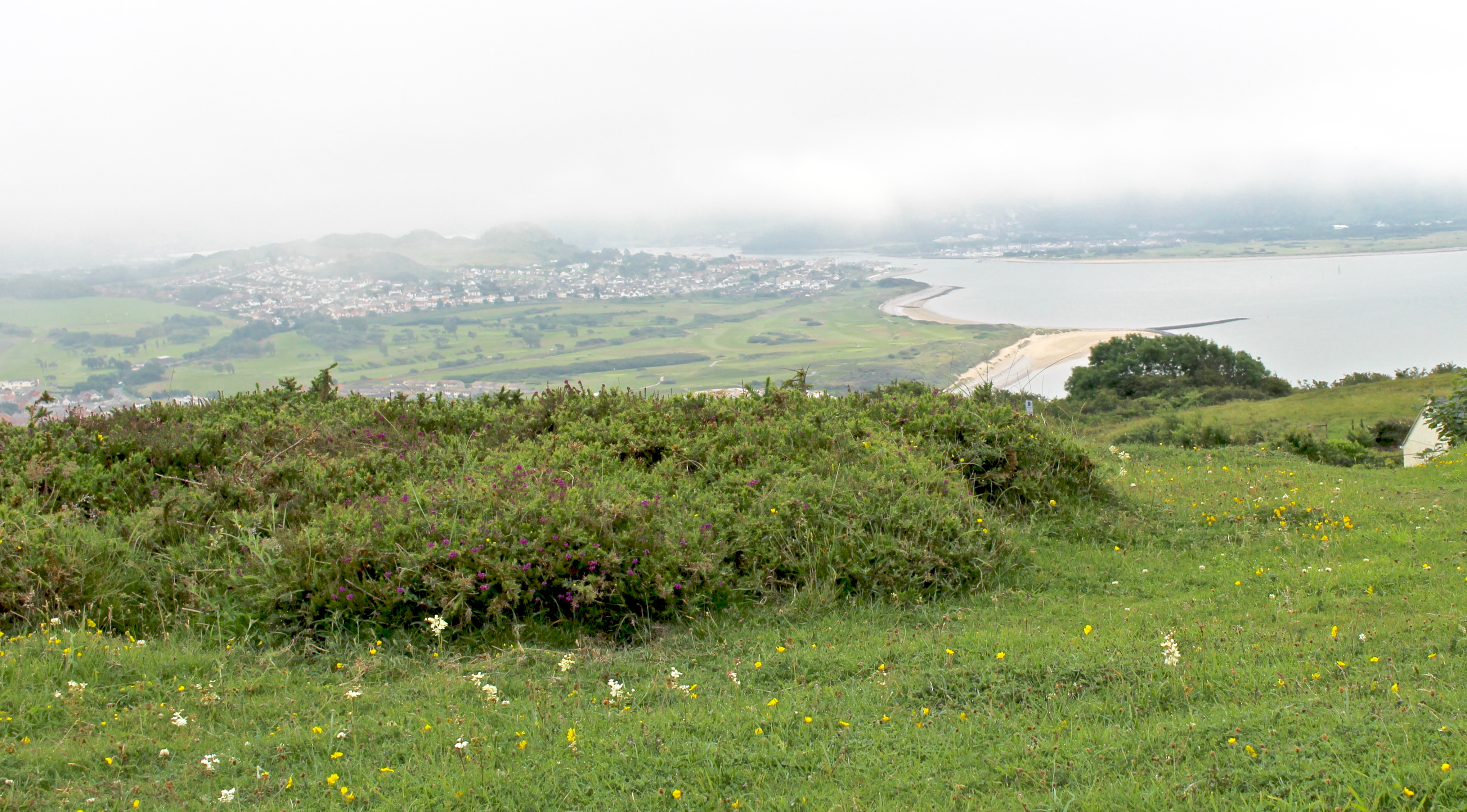
Bosquet.

C'est un arbrisseau à feuilles caduques atteignant 1,5 m de haut et 2 m de large. Les feuilles sont ovales-aiguës, longues de 1 à 4 cm, vertes et finement pubescentes sur le dessus, densément pubescentes en dessous et sur le bord, avec des poils blancs. Les fleurs sont produites en corymbes par groupes de un à quatre (parfois jusqu'à sept) au début ou au milieu du printemps (plus tôt que chez C. integerrimus ), chaque fleur ayant un diamètre de 3 mm, avec cinq pétales blancs voire rose pâle. Le fruit est un piridion rouge d'un diamètre de 7 à 11 mm, contenant deux ou trois graines. La graine a un très faible taux de germination,. 

## Menaces et conservation
Cotoneaster cambricus est en danger critique d'extinction, avec seulement six individus connus à l'état sauvage, qui ne se régénèrent pas naturellement. Ce nombre a été complété ces dernières années par onze autres plants cultivés issus de boutures et de graines. Les réintroductions n'ont eu jusqu'ici qu'un succès limité ; les onze autres sont les seuls survivants de 33 plantes cultivées et plantées. Le plan d'action pour la biodiversité de l'espèce demande que ce nombre soit porté à 100 plants d'ici 2030. Des spécimens sont également cultivés dans un certain nombre de jardins botaniques. Historiquement, l'espèce était beaucoup plus abondante sur le Great Orme lorsqu'elle a été découverte en 1783. La population a été réduite au XIXe siècle par des collectionneurs déterrant délibérément des plantes pour leurs jardins. Plus récemment, la pression du surpâturage exercé par les moutons, les chèvres sauvages et les lapins a réduit la taille des plantes existantes, réduit la floraison et empêché les nouveaux semis qui se sont développés de s'établir. Ils ont également été confrontés à la concurrence des semis d'invasion d'autres espèces de Cotoneaster provenant de plantes cultivées dans les jardins des villes voisines. Il bénéficie d'une protection juridique complète en vertu de l'annexe 8 de la Wildlife and Countryside Act 1981.
En 2024, 30 autres plans ont été réintroduits.